# El-Dzsais SC
Az El-Dzsais SC (nyugati médiában legtöbbször El Jaish SC), (arabulː نادي الجيش الرياضي) egy 2007-ben alapított katari labdarúgóklub. Székhelye Doha városában található volt. Mérkőzéseit a 12 ezer néző befogadására alkalmas Abdullah bin Khalifa Stadionban játszotta. 2017 júliusában megszűnt az együttes.

## Történelem
2011-ben hivatalosan is létrejött az El-Dzsais SC futballcsapata, miután több szezont is eltöltöttek a másodosztályban anélkül, hogy feljebb léptek volna.
Az első szezonban a Katari bajnokság első osztályában második helyen végeztek, csak két ponttal szereztek kevesebbet mint a bajnok Lekhwiya SC csapata, ezzel kvalifikáltak a 2013-as AFC-bajnokok ligájára, ahol a nyolcaddöntőben a szaúdi Al-Ahli Saudi csapatától 3–1-re kikaptak.
2017 júliusában megszűnt az egyesületnek a futball csapata.

## Szakmai stáb
"2012 májusában frissítve"
| Elnök               | Hamad bin Ali Al Attiyah Katar        |
| Vezetőedző          | Sabri Lamouchi FRA                    |
| Ügyvezető igazgató  | Dr. Thani Abdulrahman Al Kuwari Katar |
| Marketing menedzser | Saeed Al-Eidah Katar                  |
| Sport menedzser     | Yousuf Bakhit Al Kuwari Katar         |
| Média menedzser     | Amer Abdulrahman Al Kaabi Katar       |
| Pénzügyi menedzser  | Khamis Al Kuwari Katar                |

- 2013-ban együttműködési szerződést kötöttek a német FC Schalke 04 csapatával.[4]

## Főtámogatók és mezszponzorok
| Periódus  | Gyártó cég | Szponzor   | forrás |
| 2011–2017 | Nike USA   | NAPT Katar |        |

## A klub edzői
- Mohammed Al Ammari (2007. július  – 2011. május) /  Yousef Al Nobi (segédedző)
- Péricles Chamusca (2011. június 15.  – 2012. május 31.) /  Marcello Chamusca (segédedző)
- Răzvan Lucescu (2012. június 1. – 2014. január 15.) /  Mihai Stoica (segédedző)
- Yousef Adam (2014. január 15.  – 2014. január 21.) /  Yousef Al Nobi (segédedző)
- Nabil Maâloul (2014. január 21. – 2014. január 26.) /  Yousef Adam (segédedző)
- Nabil Maâloul (2014. január 26. – 2014. december 11.) /  Lassaad Chabbi (segédedző)
- Abdulqadir Almoghaisab (2014. december 12. – 2014. december 27.) /  Lassaad Chabbi (segédedző)
- Sabri Lamouchi (2014. december 27. – 2017. július 1.) /  Lassaad Chabbi (segédedző)